# Drăgușenii Noi
Drăgușenii Noi è un comune della Moldavia situato nel distretto di Hîncești di 2.259 abitanti al censimento del 2004

## Località
Il comune è formato dall'insieme delle seguenti località (popolazione 2004):
- Drăgușenii Noi (1.913 abitanti)
- Horodca (346 abitanti)